# Вулиця Михайла Омеляновича-Павленка (Київ)
Ву́лиця Миха́йла Омеляно́вича-Павле́нка — вулиця в Печерському районі міста Києва, місцевість Печерськ. Пролягає від площі Слави до вулиці Князів Острозьких.
Прилучаються вулиці Івана Мазепи, Лаврська, Бутишів провулок, Левандовська вулиця, провулки Хрестовий та Іподромний.

## Історія
Вулиця виникла в 1-й половині XIX століття, мала назву Еспланадна, від розташованої поблизу еспланади Старої Печерської фортеці.
У  1885 році з непарної сторони вулиці був облаштований іподром. У 1915-1916 роках було споруджено саму будівлю іподрому, яка збереглася до сьогодні. На місці самого іподрому зараз знаходиться житловий масив.
1886 року на розі вулиць Микільської та Еспланадної, 1/18 за проєктом архітектора Миколи Чекмарьова було завершено будівництво Києво-Печерської гімназії з елементами «російського стилю». Про колишню гімназію нагадував бюстик Олександра Пушкіна, встановлений на площі перед будинком 1899 року коштом викладачів та учнів з нагоди 100-річчя поета. Бюст був демонтований 11 жовтня 2022 року в процесі дерусифікації. Наразі там стоїть памʼятник Тарасу Шевченку та Катерині.
У 1901 році вулиця набула назву Суворовська на честь російського військового діяча генералісімуса Олександра Суворова.
З 1919 року — вулиця Урбановича на честь київського профспілкового діяча, розстріляного на Володимирській гірці в другій половині жовтня 1918 року.
1944 року вулиці знову повернуто попередню назву Суворовська, уточнена назва вулиця Суворова — з 1977 року.
Сучасна назва на честь українського військового діяча, генерал-полковника Армії УНР Михайла Омеляновича-Павленка — з 2016 року.
До 1998 року на вулиці діяв трамвайний рух. Трамвайний маршрут сполучав Палац спорту та Лівий берег. На даний час маршрут трамвая повторює автобус №55.
Між вулицею Михайла Омеляновича-Павленка та Іподромним провулком розташований сквер імені Дмитра «Да Вінчі» Коцюбайла.

## Житлова забудова

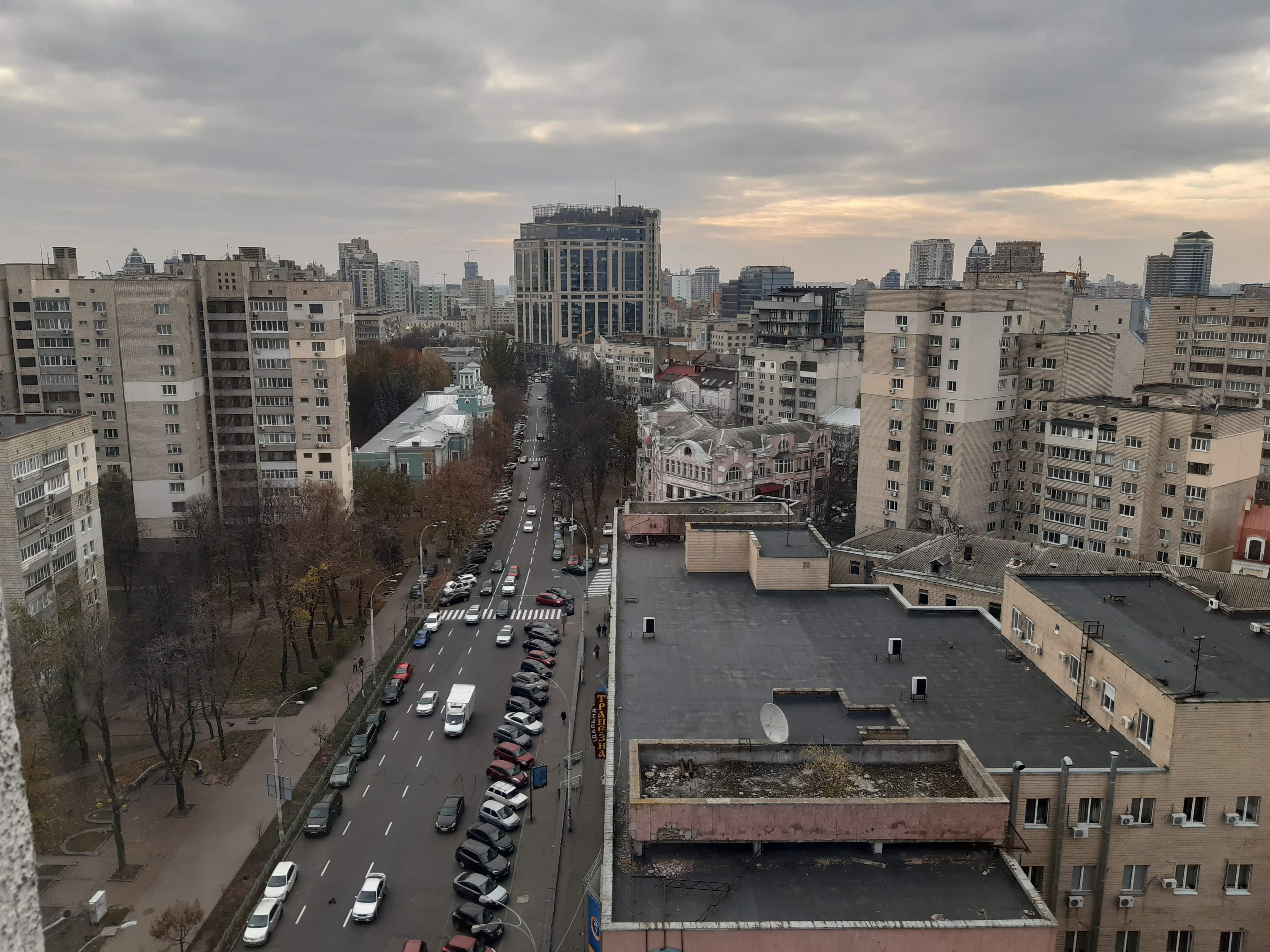
Вигляд на вулицю з приміщення "Київміськбуду"

Майже всі житлові будинки по вулиці розташовані на непарному боці вулиці, вони утворюють мікрорайон, зведений на місці колишнього іподрому. Проєкт мікрорайону, підготовлений у 1975 році, передбачав створення мікрорайону площею 9,8 га, який складався з п'яти 9-поверхових будинків, двох секційних 13-поверхових будинків та одного 16-поверхового будинку.

## Пам'ятки історії та архітектури
- № 14/12 — житловий будинок початок XX століття.
- № 9 — головний корпус колишнього міського іподрому. Зведений у 1915–1916 роках архітектором Валеріяном Риковим; автор скульптур Федір Балавенський.

Коло будинку № 14/12 росте дуб віком близько 200 років, висота 20 м, обіймище 3,70 м. Охороняється державою з 1976 року.

### Пам'ятники та меморіальні дошки
- Памʼятник Тарасу Шевченку та Катерині біля Національного транспортного університету (буд. № 1). Відкрито в 2023 році. Скульптор Іван Липовка.
- Меморіальна дошка Юрію Даденкову (буд. № 1/20). Відкрито в 1996 році. Бронза, граніт; барельєф; скульптор Микола Білик.
- Меморіальна дошка Євгенові Гуцалу (буд. № 3). Відкрито 6 серпня 1998 року; бронза, мармур.
- Меморіальна дошка Володимиру Поляченку (буд. № 4/6). Відкрито 9 серпня 2012 року; бронза.
- Меморіальна дошка Андрієві Штогаренку (буд. № 11). Відкрито 1 липня 2008 року. Граніт; барельєф
- Меморіальна дошка Євгену Березняку (буд. № 11). Відкрито  25 лютого 2016 року. Бронза; барельєф
- Меморіальна дошка Вадимові Гетьману (буд. № 13).
- Меморіальна дошка Олегові Ситнику (буд. № 19-А). Відкрито 5 травня 2009 року. Скульптор Володимир Іваненко, архітектор Олег Стукалов.

Меморіальна дошка Юрію Даденкову
Меморіальна дошка Євгенові Гуцалу
Меморіальна дошка Володимирові Поляченку
Меморіальна дошка Андрію Штогаренку
Меморіальна дошка Вадимові Гетьману

З 1976 по 27 травня 2015 року на території нинішнього Латвійського скверу перед буд. № 2 знаходився пам'ятник Андрію Іванову (скульптор Макар Вронський, архітектор Василь Гнєздилов).

## Установи та заклади
- Національний транспортний університет (буд. № 1)
- Літфонд Національної спілки письменників України (буд. № 3)
- Штаб-квартира ПрАТ "Київміськбуд" та почесне консульство Чилі (буд. № 4/6)
- Президія Національної академії аграрних наук України та Державне підприємство «Кримський дім» (буд. 9)

- Печерська районна в місті Києві державна адміністрація (буд. № 15)

## Зображення

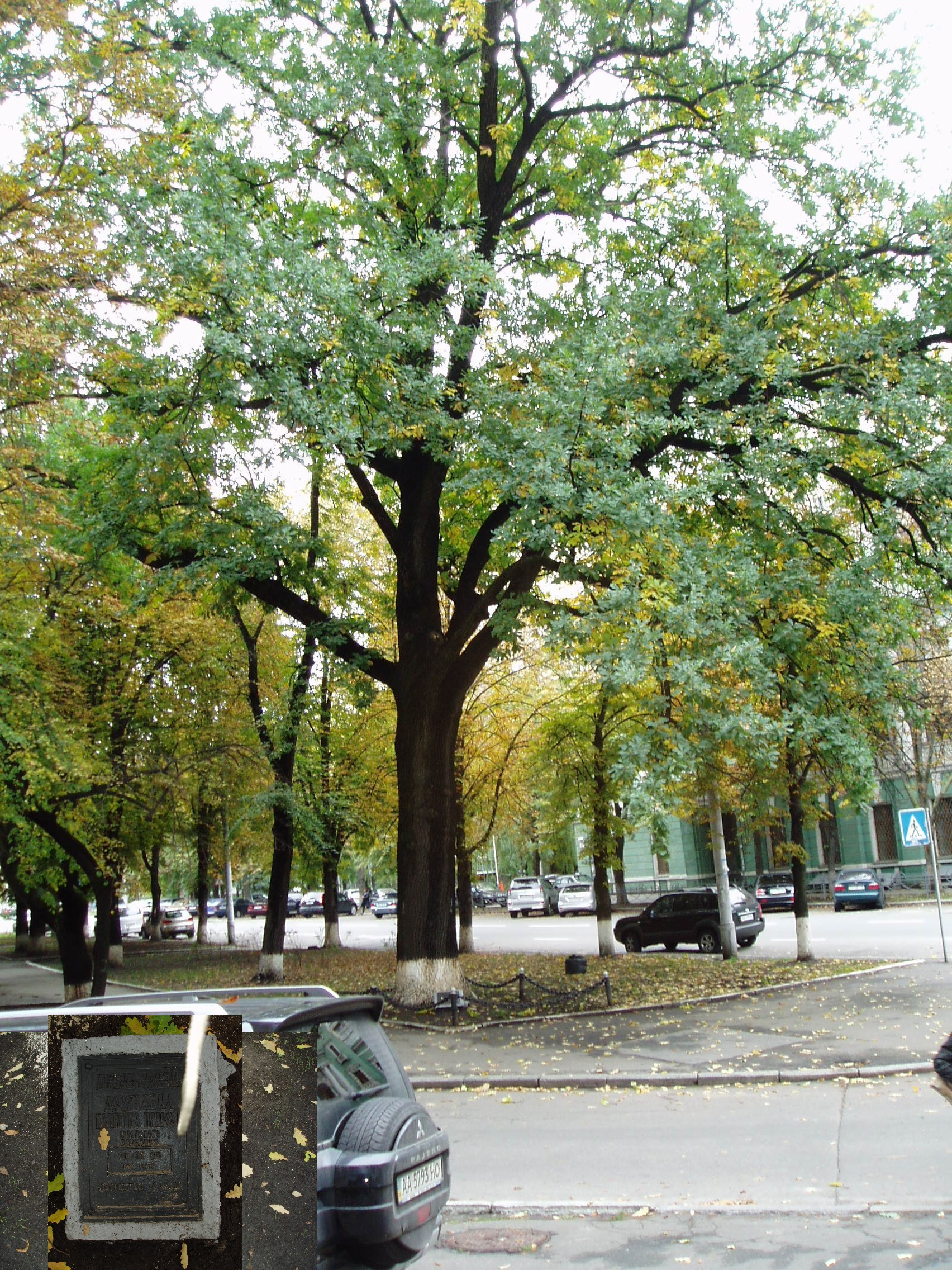
Пам'ятка природи — віковий дуб по вулиці Михайла Омеляновича-Павленка (160 років на час встановлення охоронної дошки)
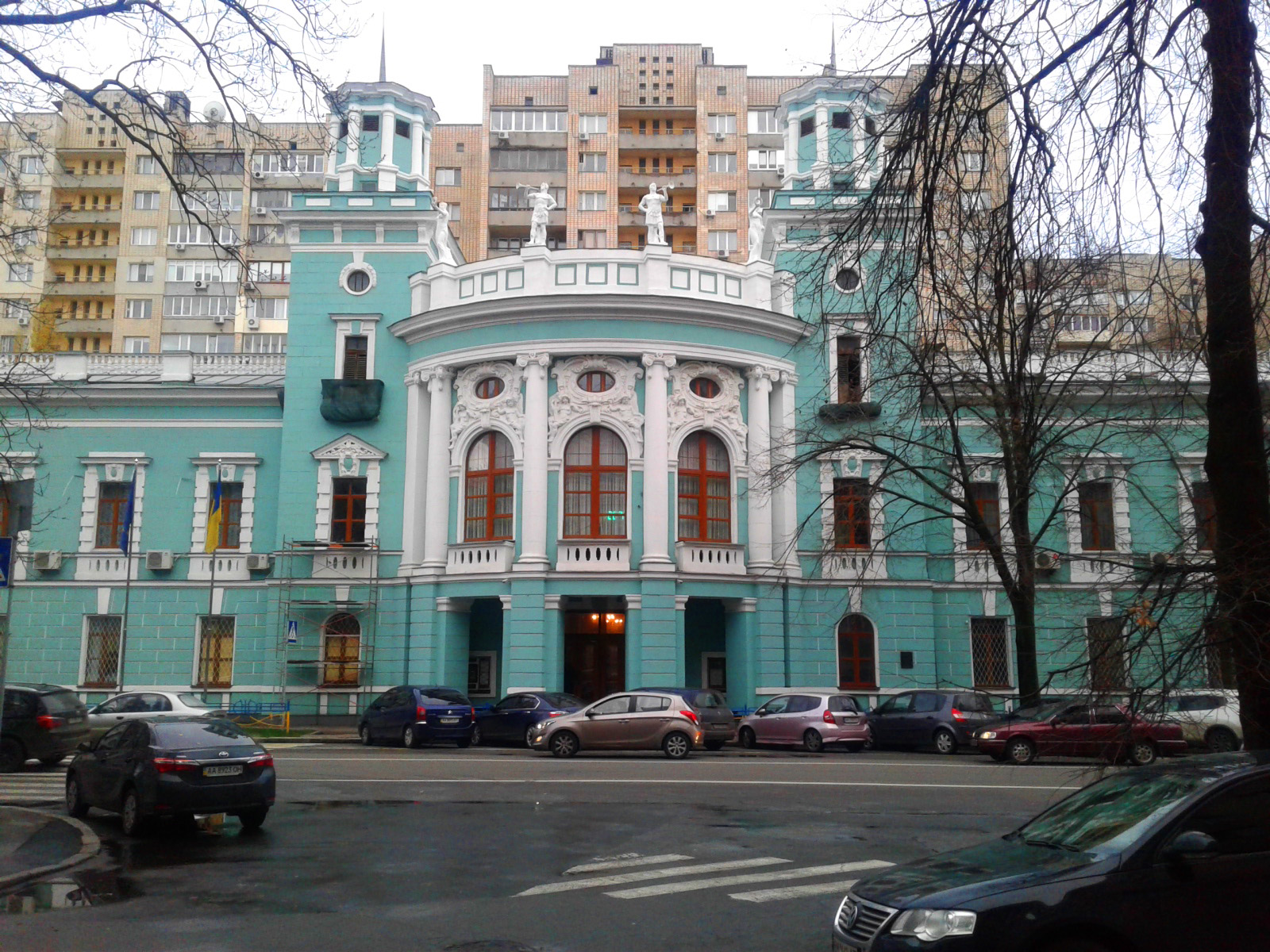
Колишній головний корпус київського іподрому, поч. ХХ ст.
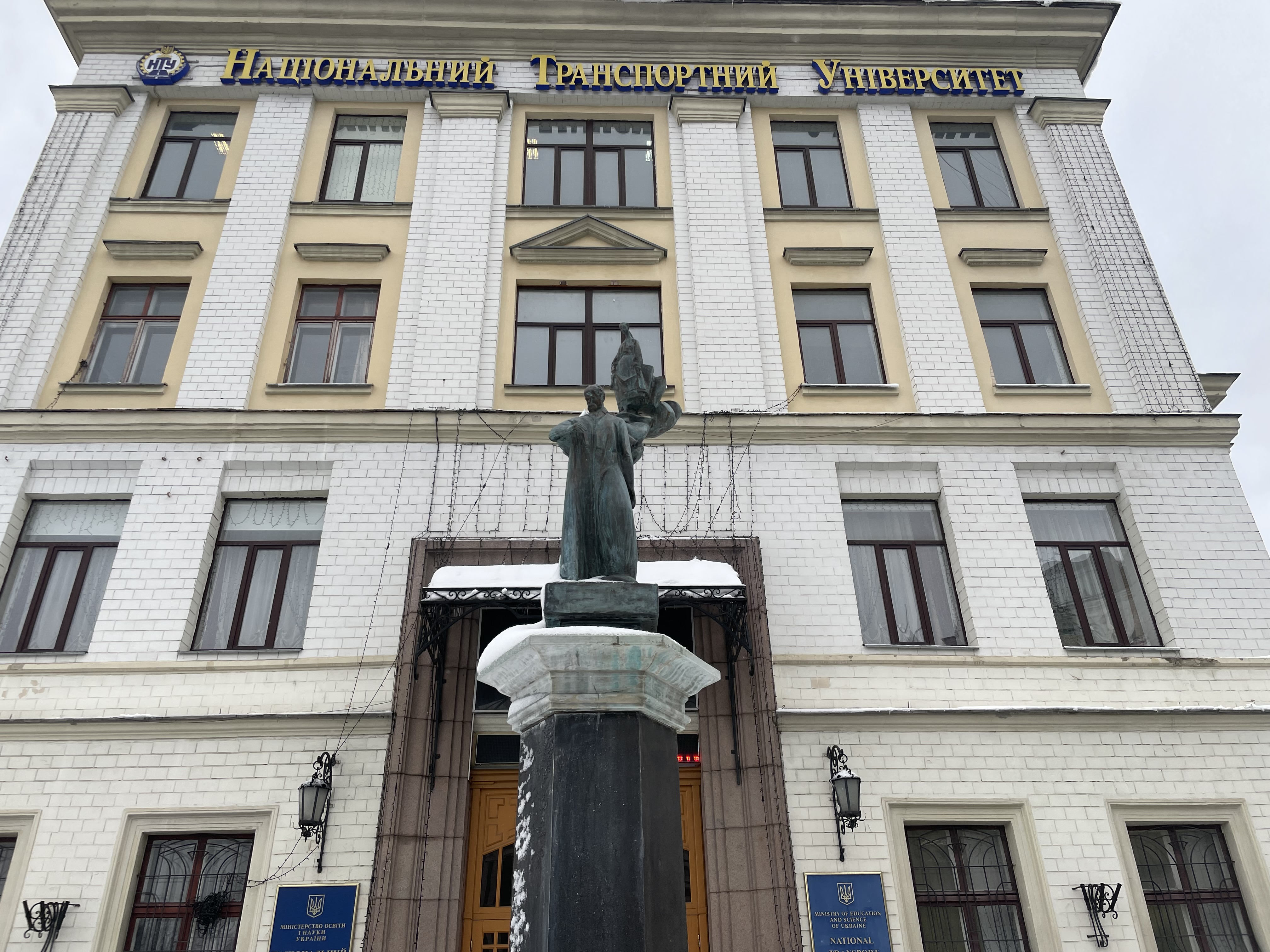
Памʼятник Тарасу Шевченку та Катерині біля Національного транспортного університету, грудень 2023